# Mratín
Mratín település Csehországban, a Kelet-prágai járásban. Mratín Měšice, Sluhy, Nová Ves és Kostelec nad Labem településekkel határos. Lakosainak száma 1416 fő (2024. január 1.).

## Népesség
A település lakosságának változását az alábbi diagram mutatja:
| Lakosok száma | 530  | 748  | 717  | 626  | 541  | 1256 | 1321 | 1345 | 1464 | 1416 |
|               | 1869 | 1900 | 1921 | 1961 | 1980 | 2011 | 2016 | 2019 | 2021 | 2024 |